# Paddenrus
Paddenrus (Juncus subnodulosus, synoniem: Juncus obtusiflorus) is een plantensoort uit de russenfamilie (Juncaceae).

## Determinatie
Paddenrus is een overblijvende, kruidachtige plant die een hoogte bereikt van 50–120 cm. De soort vormt losse zoden. De plant heeft lange, forse, kruipende, zich vertakkende wortelstokken. De planten zijn moeilijk uit de grond te trekken. De holle wortelstok is 5 mm dik en heeft bruine schubben. De vegetatieve stengels zijn kort en hebben één stengelachtig, 2–4 mm dik blad. De tamelijk stevige, korte oortjes van de bladscheden zijn bruin. De voet van deze stengels wordt omgeven door enkele bladscheden zonder bladschijf. Ongeveer in het midden van deze stengels zitten één tot twee bladeren met bladschijf. De generatieve stengels zijn onder de bloeiwijze hol en hebben op regelmatige afstand dwarse tussenschotten. Onder de bloeiwijze zijn deze stengels gevuld met los merg. De holle bladeren zijn stengelachtig rolrond en hebben dwarsschotten met doorboringen. Tussen de dwarsschotten zitten lengteschotten.
De plant bloeit van juni tot in september met witachtige tot strokleurige, later vaak rood aangelopen bloemen, die in talrijke bloemhoofdjes zitten. De losse bloeiwijze is groot, heeft soms twee hoofdtakken met aan de voet enkele schutbladen. Het onderste schutblad is meestal korter dan de bloeiwijze. De zijtakken zitten haaks afstaand tot iets teruggeslagen aan de hoofdas van de bloeiwijze. De hoofdjes zijn tot 5 mm lang en bevatten 5–12 bloemen. De bloem heeft zes 2–2,5 mm evenlange, aan de top afgeronde bloemdekbladen. De bloem heeft ook zes meeldraden.
De vrucht is een veelzadige, driekantig-eivormige, zijdelings samengedrukte doosvrucht met een korte stekel aan de top. De roodbruine zaden hebben geen aanhangsel en een netvormige tekening. Het zijn lichtkiemers. Het aantal chromosomen van de paddenrus is 2n = 40.

## Ecologie
Paddenrus komt voor op natte, mesotrofe gronden in moerassen, duinvalleien en rietlanden.

### Syntaxonomie
Paddenrus wordt aangetroffen in zowel het dotterbloem-verbond, de riet-klasse en de klasse van kleine zeggen. Ze vindt haar optimum in verscheidene naar haar vernoemde rompgemeenschappen binnen de voornoemde syntaxa.
De soort geldt als indicatorsoort voor het vochtig schraalgrasland (hm), een karteringseenheid in de Biologische Waarderingskaart (BWK) van Vlaanderen en het Brussels Hoofdstedelijk Gewest.

## Verspreiding
Het natuurlijke verspreidingsgebied van paddenrus strekt zich uit over Europa met uitzondering van Scandinavië, Noord-Afrika en in sommige delen van Klein-Azië. De soort is ingevoerd in Nieuw-Zeeland en Noord-Amerika, waar de soort aan de oostkust voorkomt. De soort staat op de Nederlandse Rode Lijst als algemeen voorkomend en stabiel tot iets toegenomen.

## Fotogalerij

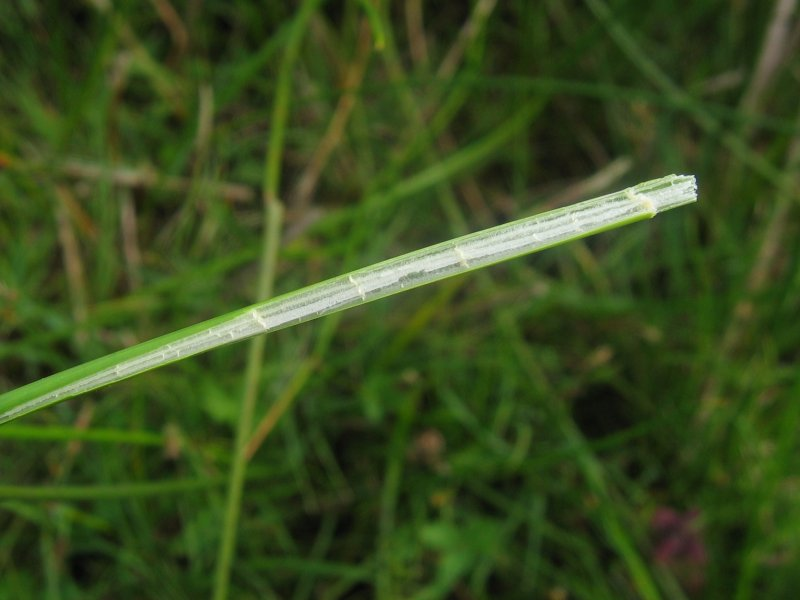
In de lengte doorgesneden, generatieve stengel
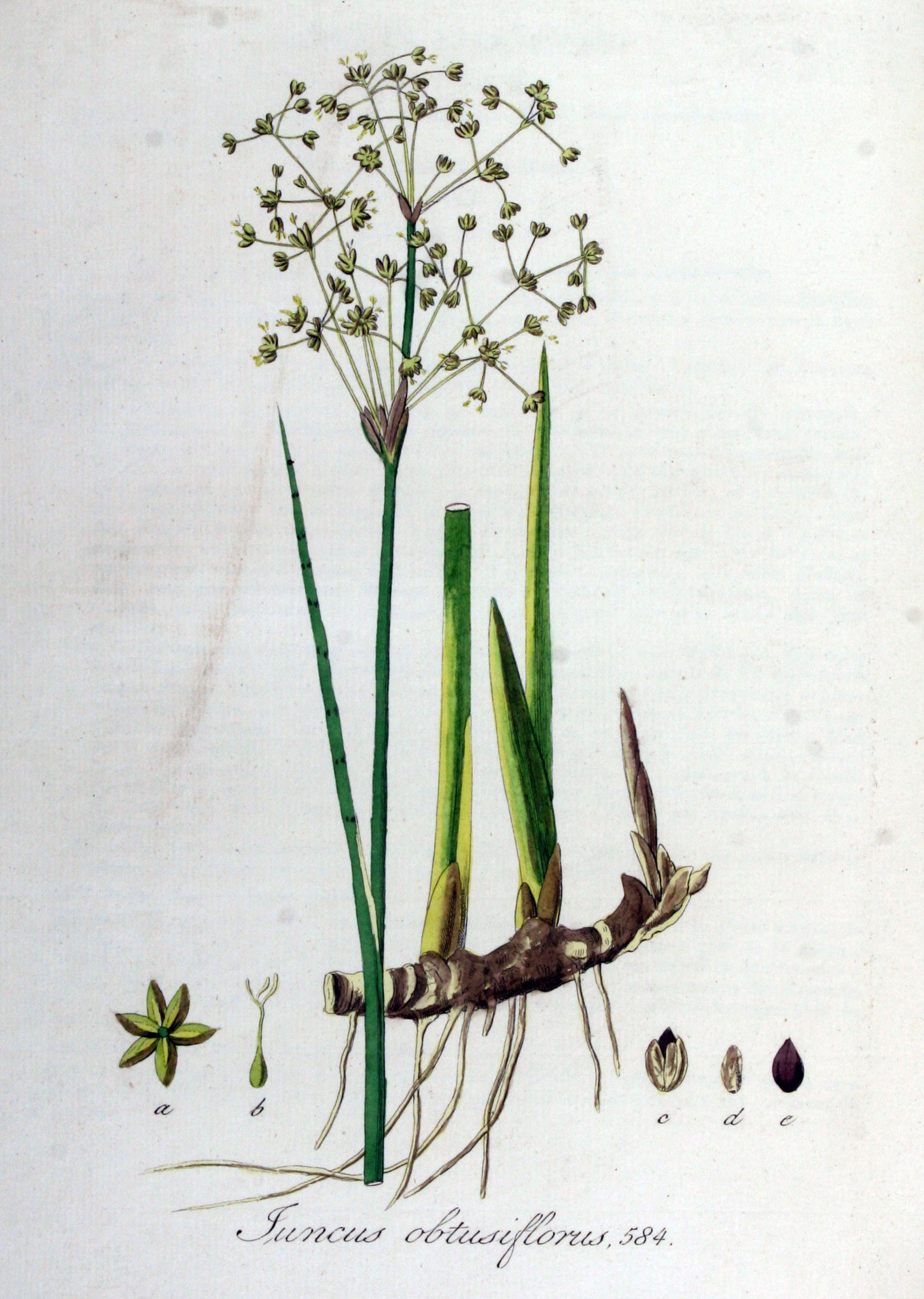
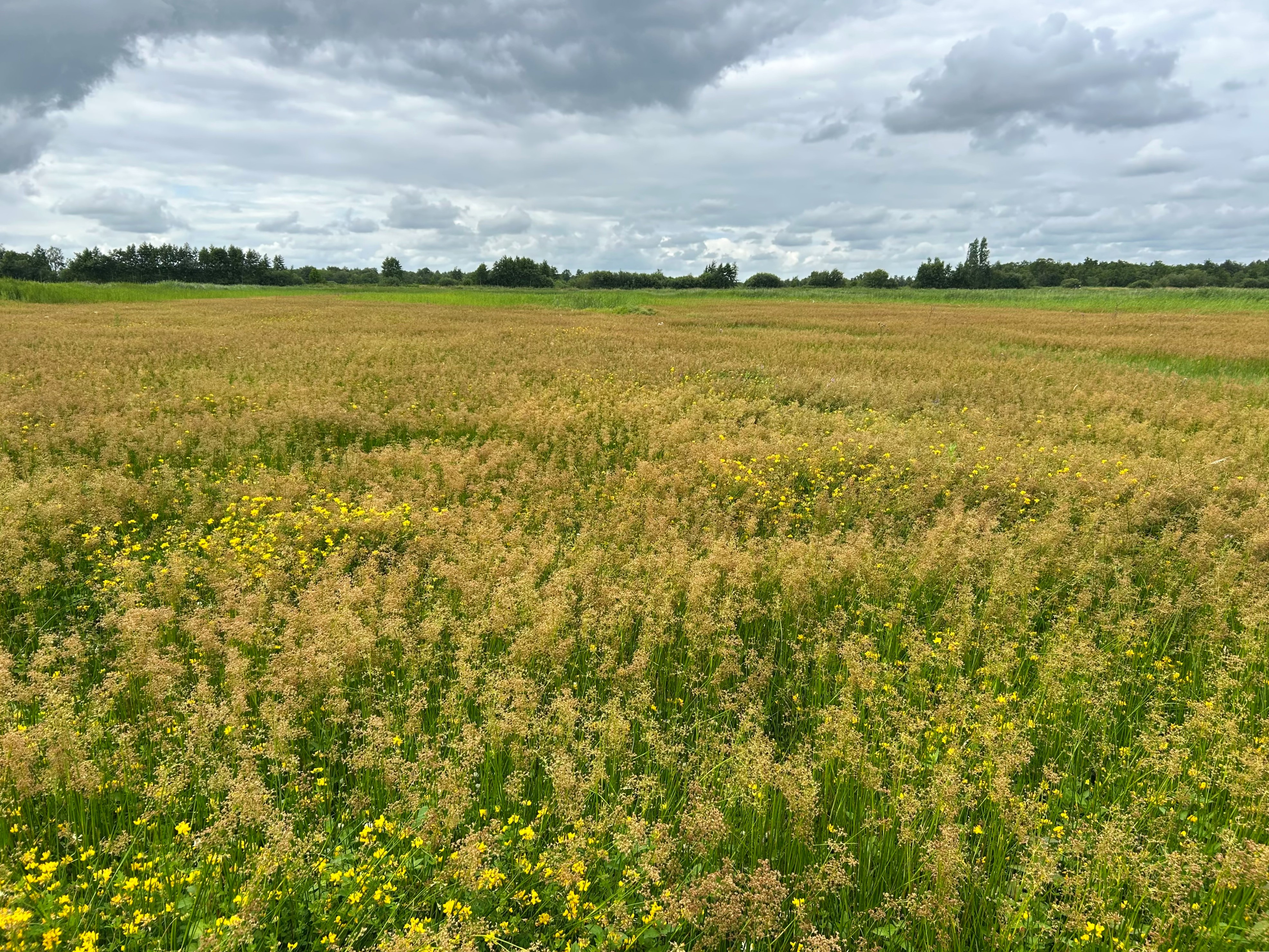
Een rompgemeenschap met paddenrus in het dotterbloem-verbond